# 高狄
高狄（1927年11月—2019年10月26日），笔名闻迪，山东临沂人。1946年4月加入中国共产党，是中共第十二、十三屆中央委員。曾任第八届全国政协常委会委员，《人民日报》社社长，中共中央党校常务副校长，中共吉林省委书记等职。

## 经历
敦化国民高等学校肄业。建国大学一年级肄业。
1945年11月参加革命工作，任长春新青年同盟干事、吉林青年艺术研究会副会长，吉北县民政股长，桦甸县三区干事，桦甸县七区区委副书记、六区代书记，中共桦甸县委干训班副主任。1948年任中共吉林市委组织部干事、秘书、科长，吉林市委副秘书长兼办公室主任。1956年任吉林市委《松花江日报》社总编辑，中共吉林市委政策研究室主任，中共永吉地委常委、办公室主任。
受“文化大革命”冲击，于1967年下放农村劳动。1972年恢复工作后，历任吉林市革委会农林办公室副主任，中共吉林市委办公室主任，吉林市革委会副主任，中共吉林市委常委、市委秘书长，1981年任吉林市委书记（当时设有第一书记）、第二书记、吉林市代市长等职。1983年3月任中共吉林省委书记（当时设有第一书记）。1983年5月－1984年4月兼省委秘书长。1985年5月，出任中共吉林省委书记。1988年4月任中共中央党校常务副校长。
“六四事件”发生后，中共中央改组《人民日报》社，1989年6月高狄奉命接任社长职务。在任期间，高狄曾对改革开放是否要论“姓社姓资”等问题心存疑惑，特别是没有积极配合1992年邓小平南巡讲话的宣传论调并拒绝服从当时分管意识形态的中央政治局常委李瑞环的调遣，在中共十四大后，被免去社长职务。
第6届全国人大代表。中共第12届（1985年9月中共全国代表会议增选）、13届中央委员。1993年3月，当选第八届全国政协常委。
2019年11月28日，新华社发布讣告，称高狄因病于当年10月26日在长春逝世，终年91岁。
高狄有一位独生女，名叫高露露，现随其配偶在深圳工作。长生生物曝出问题狂犬病疫苗事件后，有人造谣该公司法定代表人高俊芳为高狄之女，遭高露露本人及《环球时报》总编辑胡锡进辟谣。